# Такна (регион)
Та̀кна (на испански: Tacna) е един от 25-те региона на южноамериканската държава Перу. Такна е най-южният регион на Перу. Граничи с Чили на юг и с Боливия на изток. Площта му е 16 075,89 км². Населението на региона е 329 332 жители (по преброяване от октомври 2017 г.).

## Провинции
Такна е разделен на 4 провинции, които са съставени от 26 района. Някои от провинциите са:
1. Такна
2. Тарата
3. Хорхе Басадре